# Seznam slovenskih inženirjev gozdarstva
Seznam slovenskih inženirjev gozdarstva in lesarstva.

## A
- Marko Accetto (1936–2017)
- Miha Adamič (1942–2024)
- Urška Ahačič Pogačnik
- Jože Ajdič (1929–2011)?
- Boštjan Anko (1939–2013)
- Viktor Arh (1932–2011)
- Andrej Avsenek (1959–)
- Jernej Avsenek

## B
- Josip Bajc (1949–2016) ?
- Sebastijan Bajc
- Matej Bartol
- Jurij Beguš
- Pravdoje Belia (1853–1923)
- Vladislav Beltram (1902–1986)
- Rajmund (Rajko) Bernik (1932–)
- Dušan Bitenc (1934/5–2024)
- Borut Bitenc
- Marijan Blažič
- Saša Bleiweis (1913–1991)
- Boris Bogovič
- Mojca Bogovič
- Albert Bois de Chesne (1871–1953)
- Peter Bole
- Andrej Bončina (1962–)
- Dejan Bordjan
- Franc Boštjančič (1935–)
- Cvetko Božič (1886–1973)
- Gregor Božič (1964–)
- Ivan Božič (1939–)
- Janez Božič (1928–2021)
- Janez Božič (1968–)
- Andrej Breznikar
- Marjan Brinar
- Miran Brinar (1909–2002)
- Rupert Brovet (1887–1970~)
- Robert Brus (1965–)
- Karmelo Budihna (1916–1991)
- Lojze (Alojz) Budkovič (1953–)

## C
- Tugomir Cajnko (1915–2002)
- Ivan Nepomuk Cerar (1789–1849)
- Dinko Cerjak (1895–1981)
- Marjeta (s. Pija) Cevc (1970–)
- Milan Ciglar (1923–1977)
- Mitja Cimperšek (1937–)
- Rudolf Cividini (1917–2016)
- Izidor Cojzer
- Mateja Cojzer
- Stanislav Cvek (1915–1959)

## Č
- Lojze Čampa (1935–2000)
- Miran Čas (1952–2015)
- Matjaž Čater
- Andrej Čeč
- Janez Černač (1937–)
- (Tone Černač 1905–1984)
- Rok Černe (1978–)
- (Vladimir Černe) (1904-1973)
- Gregor Češarek
- Martin Čokl (1907–2014)
- (Janez Čop 1927–2019)
- Boleslav Črnagoj (1894–1974)
- Katarina Čufar (1958–)

## D
- Gregor Danev
- Maruša Maja Danev
- Leon Detela (1878–1962)
- Jurij Diaci (1963–)
- Ludvik Dimitz (1842–1912)
- Ciril Dimnik (1898–1978)
- Srečko Dobljekar
- Andrej Dobre (1932–)
- Marjan Dolenšek (1961–)
- Hubert Dolinšek (1934–)
- Franc Dolgan (1889–1965)
- Igor Drakskobler (1957–)
- Dušan Dretnik
- Andrej Držaj

## E
- Lado Eleršek
- Klemen Eller
- Hans Em (Oehm) (1898–1992)
- Rihard Erker (1912–1986)

## F
- Tone Fabjan (1902–1971)
- Jože Falkner (1942–)
- Vladislav Fasan (1875–1963)
- Mitja Ferlan
- Franc Ferlin (1957–)
- Andreja Ferreira
- Zlatko Ficko
- Domen Finžgar (1990–)
- Božidar Flajšman? (1956–)
- Katarina Flajšman (1987–)
- Gilbert Fuchs
- David Fučka
- Lojze Funkl (1907–1989)
- Franci Furlan

## G
- Marjan Gabrič (1931–2007)
- Viljem Garmuš (1937–)
- Ladislav Gasparič (lesar)
- Franc Gašperšič (1932–2023)
- Rok Gašperšič (1941–)
- Brane Glavan
- (Štefan Gnezda)
- Aleksander Golob (1954–)
- Janez Gornjec (1923–?)
- Ivan Gosar (1888–1917)
- Dušan Gradišar
- Branislav (Branko) Gradišnik
- Tine Grebenc
- Zoran Grecs
- Jožica Gričar?
- Janez Grilc (1941–2021)
- Katarina Groznik Zeiler
- Matjaž Guček
- Adolf Guttenberg
- Avgust Guzelj (1864–1931)

## H
- Špela Habič (1964–)
- Ivan Habjan (1928–2021)
- Polona Hafner
- Tomaž Hartman (1957–)
- Tine Hauptman?
- David Hladnik
- Jurij Hočevar (1915–2010)
- Milan Hočevar (1940–)
- (Stana Hočevar 1922–1996)
- Sonja Horvat Marolt (1930–2022)
- Robert Hostnik
- Aleš Horvat (1957–2007)
- Tomaž Hrovat
- Leopold Hufnagl (1857–1942)

## I
- Urban Ilc
- Primož Ilešič (1956–)
- Franc Ivanek (1929–1978)

## J
- Franc Jagodič
- Primož Jakop
- Marija Jakopin
- Jošt Jakša (1962?–)
- Franc Janež (1935–)
- Marko Janež
- Anže Japelj
- ‎Hedvika Jenčič
- Samo Jenčič (1958–)
- Klemen Jerina
- Janez Jerman (1916–1989)
- Marko Jonozovič
- Oskar Jug (1900–1987)
- (Rudolf Anton Jugoviz 1868–1932) (Avstrija)
- Dušan Jurc (1952–)
- Maja Jurc (1954–)
- Franjo Jurhar (1901–1986)
- Ivan Juvan
- Branko Južnič (1960–)?

## K
- Aleš Kadunc
- Avgust Kafol (1882–1955)
- Ciril Kafol (1915–1988)
- Drago Kajfež (1903–1963)
- Janko Kalan (1933–2025)
- Primož Kalan
- Stanislav (Stanko) Kanc (?–1957)
- ‎Branko Kanop
- Ivan Kejžar - Kovačev (193#?)
- Miloš Kelih (1900–?)
- Bojan Kern (1939–)
- Leon Kernel (1956–)
- Viljem Kindler (1912–1994)
- Mateja Kišek Vovk
- Slavko Klančičar (1931–2014)
- Viktor Klanjšček (1918–2001)
- Ivan Klemenčič (1899–1978)
- Andrej Klinar (1942–2011)
- Klemen Klinar (1981–)?
- Darko Klobučar
- Marko Kmecl (1934–)
- Milan Kobal (1980–)
- Bojan Kocjan
- Tomaž Kočar (1938–)
- Gregor Kolar
- Jože Kolar (? –1980)
- Jožef Koller (1798/1805–1870)
- Marija Kolšek
- Janez Konečnik
- Katja Konečnik
- Vojko Koprivnik (1887–1949)
- Igor Kopše
- Slavko Korbar (1932–?)
- Franjo Kordiš (1919–2017)
- Alenka Korenjak
- Vinko Korošak (1934–)
- Vladimir Korošec (1920–1975)
- Vladimir Košič (1956–)?
- Boštjan Košiček
- Boštjan Košir (1948–)
- Janez Košir (1953–)
- Živko Košir (1927–2020)
- John Kotar (1939–)
- Marijan Kotar (1941–)
- Andrej Kotnik
- Ludvik Kotnik (1939–)
- Tina Kotnik
- Jože Kovač (1930–2021)
- Marko Kovač (1957–)
- Štefan Kovač
- Simon Kovšca
- Edo Kozorog
- Darij Krajčič (1965–)
- Nike Krajnc (1970–)
- Robert Kranjc
- Peter Martin Krapež
- Janez Krč
- Amer Krivec (1928–1982)
- Franc Križanič (1888–1942)
- Igo Kraut (1888–1972)
- Peter Krma
- Miha Krofel?
- Rado Krpač (1953–)
- Anton Kržišnik (1913–?)
- Milan Kuder (1915–1985)
- Karel Kumer (1905–1950) (športnik)
- (Tomaž Kunstelj 1963–)
- Lado Kutnar (1966–)

## L
- Tone Lah (1935?–2025)
- Peter Lakota (1937–)
- Nikolaj Lapuh (1932–2009)
- Jože Lenič (1922–2012) (lesar)
- Benjamin Leskovec
- Anton Lesnik, predsednik Pro Silva Slovenija
- Tom(islav) Levanič (1964–)
- Josip Levičnik (1878–1951)
- Janez Levstek (1963–2022)
- Josip Likar (1858–1932)
- Karel Lipič
- Marjan Lipoglavšek (1941–2019)
- Anton Locker (1878–?)
- Janez Logar (gozdar)
- Jože Logar (gozdar) (1933–2017)

## M
- Boštjan Mali
- Jurij Marenče (1957–)
- Miha Marenče (1974–)
- Lojze Marinček (1932–2023)
- Anton (Tone) Marinčič (gojitveno lovišče s posebnim namenom Jelen)
- Aleksander Marinšek
- Lena Marion (arboristka)
- Matjaž Mastnak (1963–)
- Marko Matjašič
- Stanislav Mazi (1906–1976)
- Mirko Medved (1959–2013?)
- Janko Mehle
- Adolf Melliwa (1867–?)
- Franc Merzelj (1932–2002)
- Gregor Meterc
- Tomaž Mihelič (1974–)
- Viktor Miklavčič
- Jože Miklavžič (1901–1968)
- Vitomir Mikuletič (1925–2020)
- Iztok Mlekuž (1954–2015)
- Dušan Mlinšek (1925–2020)
- Jože Mori
- Ivan Možina (1912–1979)
- Jožef Mrakič
- Tine Mulej
- Alenka Munda ?

## N
- Thomas Andrew Nagel
- Viktor Novak (1883–1950)

## O
- Josef Obereigner (1845–1903?)
- Egon Obid
- Franjo Oblak (1897–?)
- Stanislav Oblak (1911–1979)
- Nikica Ogris
- Alessandro Oman (1956–)
- Igo Oraš (?–1981)
- Damjan Oražem
- Jože Osterman (1914–2004)
- Zdenko Otrin (1933–1994)

## P
- Franc Padar (1849–1907)
- Janez Pagon
- Franjo Pahernik (1882–1976)
- Stane Pajk
- Jože Papež (1967–)
- Ferdo Papič (1929–1997)
- Ivan Pariš (1925–2016)
- Roman Pavlin (1963–)
- Damjan Pavlovec (1930-2017)
- Marjan Pavšer (1926–2009)
- Miro(slav)-Mirko Pečar (1925-2006)?
- Franc (Valentin) Perko (1942–)
- Mirko Perušek
- Janez Petkoš (1947–2023)
- Slavko Petrič (1928–2021)
- Rudolf Pipan (1895–1975)
- Saša Pirkmaier (1937–2022)
- Janez Pirnat (1960–)
- Milan Piskernik (1925–2006)
- Rok Pišek?
- Barbara Piškur ?
- Jernej Piškur (1938–)
- Z. Planko
- Josip Plesničar (1842–1913)
- Bojan Počkar (1963–1996)
- (Edvard Pogačnik 1877–1962)
- Janez Pogačnik (1931–2023)
- Leopold Pogačnik (1912–1980)?
- Nika Pogačnik ?
- Drago Pogorelc (1930-2013)
- Jure Pokorn
- Boštjan Pokorny (1970–)
- France Polanc
- Aleš Poljanec
- Hubert Potočnik
- Igor Potočnik (1960–)
- Janko Potočnik (1931–2018)
- Martin Potočnik (1911–1993)
- Jože Prah (1963–)
- Nejc Praznik
- Anton Prelesnik (1934–2025)
- Slavko Preložnik (1930?–2013)
- Milan Prešeren (1931–1991)
- Peter Prislan
- Darko Pristovnik
- Silvo Pritržnik
- Tomaž Prus (1950–)
- Josip Pucich (1850–?)
- Vladimir Puhek (1936–)
- Ivo Puncer (1931–1994)
- Viljem Putick (1856–1929)

## R
- Franc (Franjo) Rainer (1902–1991)
- Boris Rantaša
- Aleksander Ratajc
- Franc Razdevšek (1928–2013)
- Viktor Rebolj (1903–1970)
- Edvard (Bruno) Rebula (1936–2009)
- Hinko Rejic (?–1988)
- Ciril (Borut) Remic (1923–2013)
- Monika Renko Avsenek
- Josef Ressel  (1793–1857)
- Robert Režonja
- Robert Robek
- Dušan Robič (1933–2013)
- Davorin Rogina
- Anton Rossipal (1852–1906)
- Jurij Rozman
- Josip Rustia (1861–1948/9)
- Ante Ružić (1886–?)

## S
- Ivan Salzer (1840–1895)
- Simon Schnarnaggl
- Herbert Schoeppl (1892–1982)
- Henrik Schollmayer-Lichtenberg (1860–1930)
- Franz Joseph Schopf (1787–1859) ?
- Janez Sedej (gozdar)
- (Anton Seliškar 1897–1964)
- Janko Seljak
- Andreja Senegačnik
- Alojz Serini (1929–?)
- Stanislav Sever ?
- Franjo Sevnik (1895–1980)
- Franjo Sgerm (1911–2001)
- Stanko Silan
- Primož Simončič (1961–)
- Tina Simončič
- Anton Simonič (1931–2001)
- Iztok Sinjur
- Mitja Skudnik
- Jože Skumavec (u. 2020?)
- Marko Slapnik
- Ivan Smole - Ivič (1935–)
- Igor Smolej (1943–2023)
- Jože Smolič
- Anton Smrekar
- Stanko Sotošek (1903–1956)
- Matija Stergar
- Joseph Heinrich Stratil ?
- Jernej Stritih (1962–)
- Andrej Strniša
- Maks Sušek (1932–2022)
- Adi Svetličič (1913–2013)
- Baldomir Svetličič

## Š
- Zdravko Šaubah (1925–1981)
- Tomaž Ščuka
- Marijan Šebenik (1915–2005)
- Anton Šepec
- Vinko Šeško (1937–)
- Andrej Šertel (1931-1996)
- Milan Šinko (1959–)
- Anton Šivic (1879–1963)
- Jože Šlander (1894–1962)
- Jože Šlibar
- Marjan Šolar (1933–2018)
- Martin Šolar
- Bogomir Špiletič
- Alojz Štrancar (1885–1983)
- Tomaž Šturm
- Jakob Šubic?
- Vladimir Šuklje star./dr.ing.(1878–1920)
- Vinko Šumrada (1916–1990)
- Mirko Šušteršič (1891–1984)

## T
- Matej Tajnikar
- Boštjan Tarman (1956–2018)
- Janez Titovšek (1936–)
- (Pavel Tolar 1917–1989)
- Robert Tomazin
- Bernard Tonejc (1932–)
- Niko Torelli (1940–)
- Mirko Tratnik (1938–2018) (lesar)
- Vladimir Tregubov (1904–1974)
- Milan Tretjak
- Matevž Triplat?
- Milan Trkman (1948–)
- Ivo Trošt
- Anton Turk
- Zdravko Turk (1904–1991)
- Zdravko Turk (1959–)

## U
- Jernej Ude (1934–1989)
- Hieronim Ullrich (1811–1866)
- Martin Umek
- Ivan Urankar (?–1978)
- Mihej Urbančič
- Janko Urbas (1877–1968)
- Franjo Urleb (1925–2011)

## V
- Andrej Verlič
- Živan Veselič
- Črt Vilhar
- Urška Vilhar (1977–)
- Bojan Vomer
- Vinko Vrhnjak (1900–1945)

## W
- Iztok Winkler (1939–2013)
- Franc Witschl (1825–1902)

## Z
- Nenad Zagorac
- Zmago Zakrajšek (?–2022)
- Marijan Zemljič (1925–2013)
- Viktor Ziernfeld (1883–1942)
- Tomaž Zorman (1968–)
- Tone Zimšek (1940–2012)
- Alojz Zuffar/Čufar? (1852–1907)
- Marjan Zupančič (1935–)
- Martin Zupančič (1894–1943)
- Miha Zupančič ?
- Mitja Zupančič (1931–)

## Ž
- Bogdan Žagar (1901–1972)
- Vinko Žagar (1944–)
- Peter Železnik (gozdar)
- Lojze Žgajnar?
- Daniel Žlindra?
- Ivan Žonta (1935–)
- Lojze Žumer (1899–1978)
- Bogo Žun